# Rumney (pays de Galles)
Rumney (en gallois : Tredelerch) est un district et une communauté à l'est de Cardiff, Pays de Galles. La localité se trouve à l'est de la Rhymney et fait historiquement partie du  Monmouthshire. Le 1er avril 1938, le Cardiff Extension Act 1937 l'a incorporé dans le borough de comté  de Cardiff, bien qu'il fasse toujours partie du Monmouthshire et de l'Angleterre, jusqu'à ce que la loi de 1972 sur le gouvernement local fasse du Monmouthshire une partie du Pays de Galles.

## Vue d'ensemble

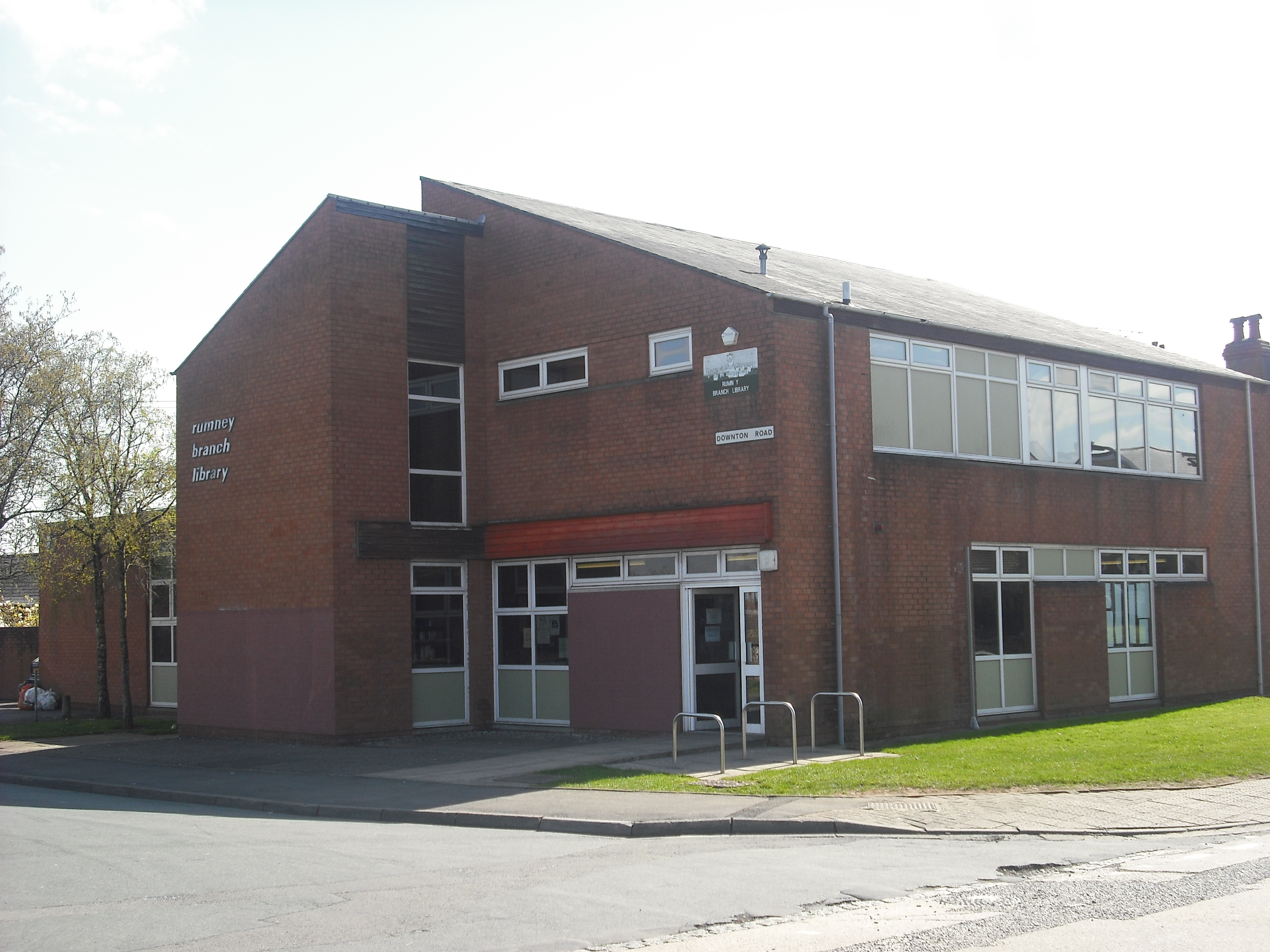
La bibliothèque.

La localité est composée d'une zone principalement résidentielle avec des logements sociaux et privés. De nombreux magasins sont installés sur Newport Road, au sommet de Rumney Hill, sur Wentloog Road et Countisbury Avenue à Llanrumney. De nouveaux établissements industriels et commerciaux se sont implantés parallèlement à ceux existants sur Lamby Way, offrant des opportunités d'emploi.
Dans les secteurs les plus anciens de la région de Rumney se trouvent des centres d'intérêt : la poterie historique de Rumney, encore en activité aujourd'hui et aussi les vestiges de l'ancien château de Rumney, un bastion majeur sur la côte sud du Pays de Galles. Les vestiges du château ont été fouillés à la fin des années 70 et au début des années 80. Une ancienne carrière, maintenant un parc pour enfants, est située près de Ty Mawr Road (Ty Mawr - en langue galloise pour "Big House")
L'église paroissiale Saint-Augustin, Church in Wales, datant du XIIe siècle, est située du côté nord de Church Road. 
Les principales écoles de la région sont Eastern High School et St Illtyd's Catholic High School.

## Transports
La zone est desservie par Cardiff Bus, lignes 44/45, entre Cardiff Central Bus Station et St Mellons et les lignes 49/50 vers Llanrumney. La ligne 30 permet de joindre la gare routière de Newport.

## Administration
Rumney est à la fois une circonscription électorale et une communauté de l'agglomération de Cardif. Le secteur n'est pas géré par un conseil communautaire particulier. La circonscription électorale de Rumney fait partie de la circonscription parlementaire de Cardiff South et Penarth (circonscription du Parlement britannique). Elle est bordée par les circonscriptions électorales de Pontprennau & Old St. Mellons au nord, Trowbridge à l'est, Splott au sud-ouest, Penylan à l'ouest et Llanrumney au nord-ouest.